# バタシー発電所
バタシー発電所（バタシーはつでんしょ、英: Battersea Power Station）は、南西ロンドンのインナーシティ地区、バタシー・ナイン・エルムズのテムズ川南岸にある複合商業施設である。
元々は1つの建物に2基の発電所が備えられた火力発電所で、建設は2段階を経て行われた。バタシーA発電所（英: Battersea A Power Station）は1930年代に建設され、その後1950年代になってから、東側にバタシーB発電所（英: Battersea B Power Station）が建設された。2つの発電所はほぼ同じデザインで建築され、4本の煙突が長い間市民に親しまれた。この施設での発電は1983年に終了したが、廃炉までの50年以上ロンドンのランドマークのひとつとして知られたほか、現在ではイギリス指定建造物2*級となっている。建物は多くのポップ・カルチャー利用を受けていることでも知られ、ピンク・フロイドが1977年に出したアルバム『アニマルズ』のカバーや、ビートルズが1965年にリリースした映画『ヘルプ!4人はアイドル』で姿を見ることができる。
発電所は世界最大のレンガ建築物のひとつであり、豪華なアール・デコ式内装で有名である。建物はその閉鎖以来ほとんどが使われずに放置されていたため、構造の状態が悪化して、イングリッシュ・ヘリテッジに "very bad"（とても悪い）と評価されたほか、危機に晒されている建造物のリストである "Heritage at Risk" (en) に登録された。またワールド・モニュメント財団によって、危機に瀕している建造物を登録するワールド・モニュメント・ウォッチの、2004年版 (en) ・2014年版 (en) にも登録された。
発電所閉鎖以来、多数の再開発計画が発電所を引き継いだオーナーたちから立案されたが、どれも失敗に終わった。2004年には、香港に本社があったパークビュー・インターナショナル (en) の再開発計画が頓挫している。この後発電所は、2006年11月にアイルランドの会社、リアル・エステート・オポーチュニティーズ (REO) へ4億ポンドで売却され、会社は発電所を公共利用して、この場所に3,400軒の住宅を建てる計画を打ち出した。この計画は、REOの債務が英国やアイルランドの銀行から回収されたことから頓挫し、2011年12月に、発電所の土地は総合不動産コンサルティング会社のナイト・フランクによって、不動産市場に売りに出された。この売却提案には海外の様々な合弁企業も興味を示したが、多くは建物の全面的ないし部分的な取り壊しを期待していた。総額7億5,000ポンドに膨れた負債と、ロンドン地下鉄延伸に必要な2億ポンド、荒廃していた発電所屋根の保全に必要な資金、川岸のゴミ集積所やセメントプラントの存在から、この場所の商業的発展は、大変な挑戦でもあった。
2012年6月7日、ナイト・フランクは、管理者のアーンスト・アンド・ヤングがマレーシアの企業、SPセティア・サイム・ダービーと完全合意し、発電所や関連する土地の迅速な引き渡しとその履行に向けて作業を開始すると発表した。4億ポンドの売約は2012年7月に完了し、2011年にワンズワース区議会 (Wandsworth London Borough Council) の承認を受けた、ラファエル・ヴィニオリのデザインによる再開発が進められた。2013年1月には、最初の住居用貸部屋の売り出しが始まった。建設のフェーズ1は2013年に開始され、合意から10年をかけて再開発を完了、2022年に複合商業施設として再オープンした。4本の煙突のうち1本は高さ109メートルまで上がれるエレベーターを備え、ロンドンの景色を360度見渡すことができる。また発電所の旧制御室は、元々あったダイヤルや制御装置をそのまま残した形でイベントスペースとして利用されている。

## 歴史
1930年代遅くまで、電力は地方自治体によって供給されていた。一方で、ひとつの製造業者や工場群へ電力供給するための発電所を建設する小さな発電会社もいくつか存在し、余った電力を公共販売していた。ところがこれらの会社が供給する電力は、電圧や周波数がてんでんばらばらであった。1925年、英国議会は、公共の管理下でひとつの基準に従った配電網を構築すべきで、発電所はより少なく、より大きくあるべきだと提言した。民間電力会社のいくつかは、ロンドン・パワー・カンパニーを作ることでこの提言に対応した。彼らは国会の提言に注意を払い、巨大な発電所を少数作るとの計画を打ち出した。
ロンドン・パワー・カンパニーによる最初の特大発電所は、ロンドン・テムズ川南岸のバタシー地区に建てることが計画された。1927年には、2段階の建設で、竣工時には400メガワットの電力産出ができる発電所を建てるとの提案がなされた。建築に選ばれた土地は15-エーカー (61,000 m2)の区画で、以前はサザーク・アンド・ヴォクソール水道会社 (Southwark and Vauxhall Waterworks Company) の貯水池として使われていた場所だった。この場所が選ばれたのは、冷却水や石炭輸送に欠かせないテムズ川に近いことと、発電所の主な供給エリアであるロンドン中心部に建築できるという理由だった。
この提案は、建物が巨大過ぎて目障りだと感じる人々から反発を受けたほか、地元の建物や公園、テート・ギャラリー（現テート・ブリテン）の美術品が汚染されるのではとの不安も呼んだ。前者の反発に対し、会社はジャイルズ・ギルバート・スコットを雇って外装の設計を任せることで対応した。彼は著名な建築家・工業デザイナーであり、レッド・テレフォン・ボックスやリヴァプール大聖堂の設計で有名だった。また、バタシー発電所の仕事に続き、同じくテムズ川沿いの発電所であるバンクサイド発電所を設計しているが、この建物は現在美術館・テート・モダンとして使われている。汚染問題については、発電所が「クリーンで無煙」（英: "clean and smokeless"）だと保証するため、排気処理が適切に行われている状態で、発電所に認可が下りるとの条件で解決した。
A発電所を建てる最初のフェーズは、1929年3月に始まった。メイン棟の工事はジョン・モウレム&カンパニーによって行われ、構造体の鉄筋建設はサー・ウィリアム・アロル&カンパニーによって行われた。また他にも、専門的作業のために複数の建築業者が雇われている。蒸気タービン発電機などの電気機械のほとんどは、マンチェスター、トラフォード・パークのメトロポリタン＝ヴィッカースによって手掛けられた。鉄製の骨組みの建築は1930年10月に開始された。これが完成した後、1931年3月にレンガ造りの外装工事が始まった。B発電所の建築まで、ボイラー棟の東壁は、一時的な囲いとして、金属製の波板で覆われていた。A発電所は1933年に操業を開始したが、1935年まで建物の建築は続いた。建設にかかった総工費は214万1,550ポンドに上った。1929年から1933年の建築期間中に、死亡事故が6件、その他の事故が121件発生している。
第二次世界大戦終戦後、B発電所を建設する第2フェーズが開始された。B発電所は1953年から1955年にかけて徐々に操業を開始した。また先立って完成したA発電所とそっくりな外観で、その東側に鏡像のように建てられ、これにより現在でも有名な煙突4本の外観が完成した。B発電所の建設により、発電能力は509メガワットとなって、当時の英国で3番目に大きな発電施設となったほか、ロンドンの電力需要の5分の1を賄うまでになった（残りは28のより小さな発電所によって賄われた）。また、開業時には、世界で最も熱効率の高い発電所であった。
A発電所はロンドン・パワー・カンパニーによって操業されていたが、B発電所の工事が完了した際に、英国の電力供給産業は国有化され、2つの発電所の所有権は1948年に英国電力公社へ譲渡された。1955年に電力公社は中央電気庁へと名前を変え、さらに1957年には中央発電局と名前を変えている。
1964年4月20日には、発電所で火災が起きてロンドン中が電力危機に陥った。この夜BBC Twoを開局する予定だったBBCテレビジョンセンターも例外ではなく、開局が翌日の午前11時にずれ込む事態となった。

## デザインと仕様

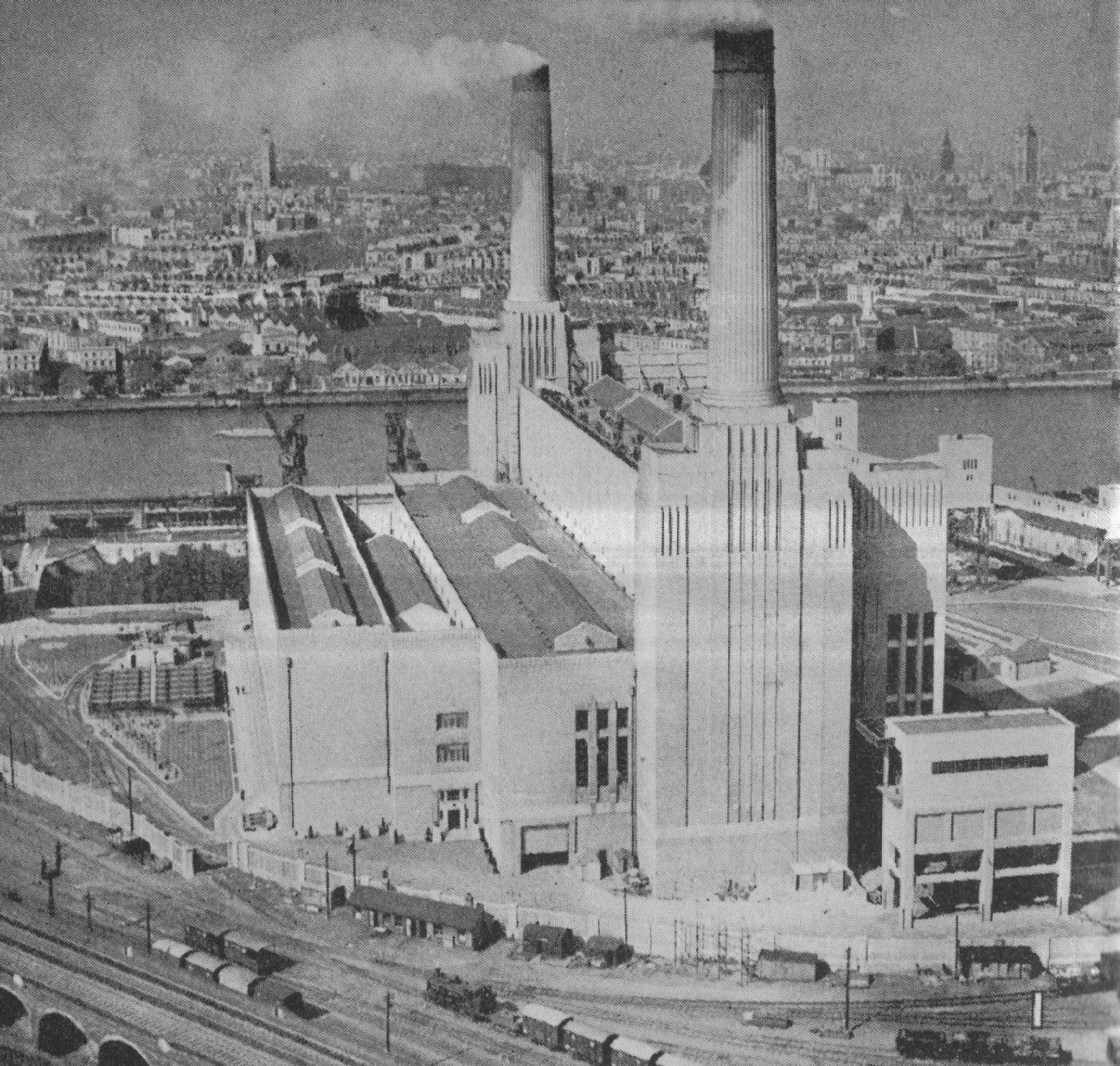
発電所の建築は2つのフェーズを経て完成した。写真は1934年に撮られたもので、A発電所を建てるフェーズ1が進行中である

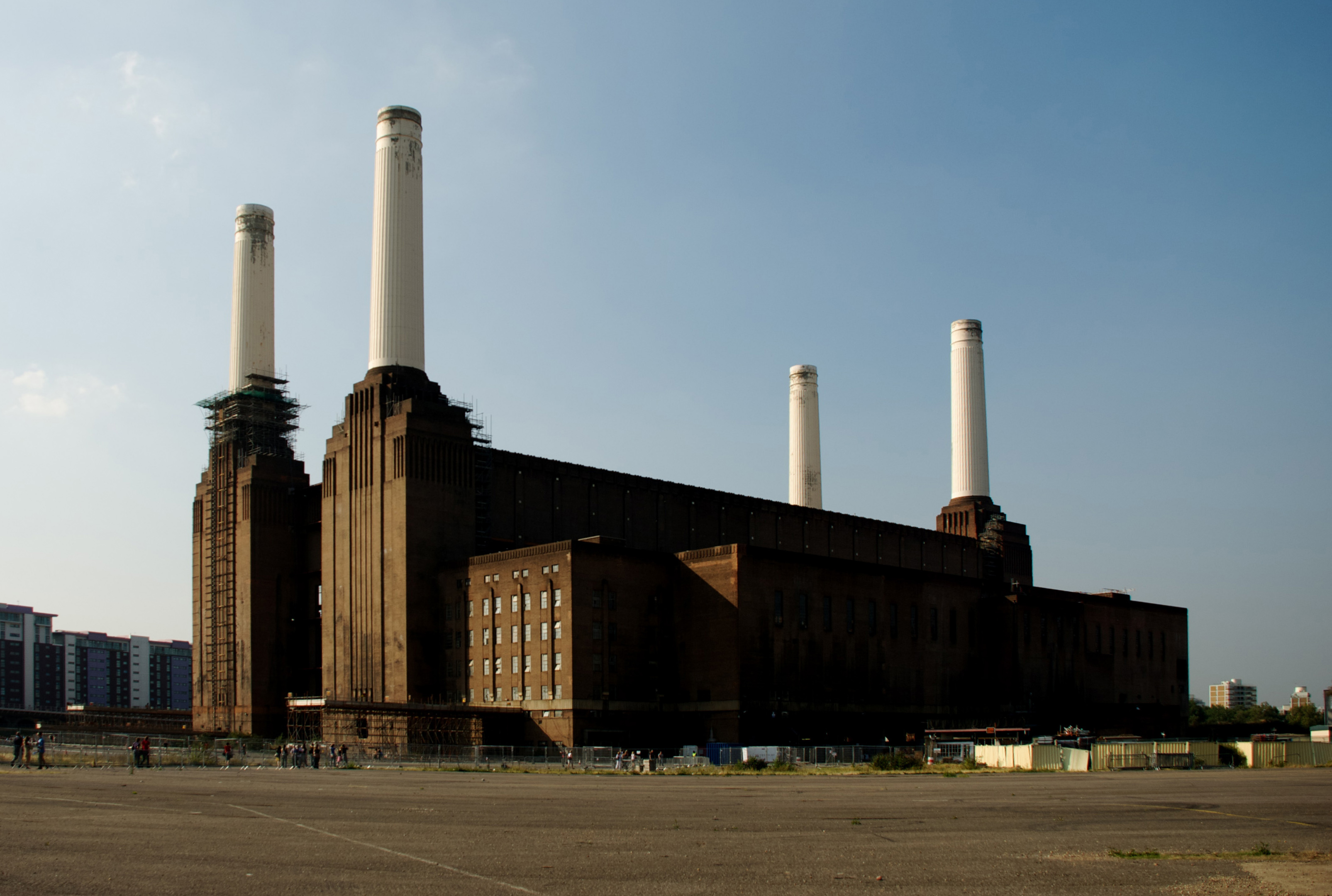
発電所はブリック・カテドラル・スタイル（The brick cathedral style）で建てられた。一時流行したこのスタイルを伝えるものとして、イングランドに現存する数少ない例である

A・B2つの発電所は、どちらも建築家や技術者による1つのグループによって設計された。チームのリーダーは、ロンドン・パワー・カンパニーの主任技術者だったレナード・ピアースだった。他にも、ヘンリー・ニューマーチ・アロット（英: Henry Newmarch Allott）や、後にフィルトンのブリストル ブラバゾン組み立て工場建設にも貢献したテレンス・パトリック・オサリヴァンなどがチームに加わっていた。J・セオ・ハリデイ（英: J. Theo Halliday）も建築家として雇われたほか、ハリデイ&エゲート・カンパニー（英: Halliday & Agate Co.）は建築の副顧問を務めた。ハリデイは、建物の外装・内装工事の監督・遂行で責任者を務めた。建築家のジャイルズ・ギルバート・スコットは計画がやや進んだところで加わり、市民の要求を満たせるよう協議に参加したため、プレスでは "architect of the exterior"（外装の設計者）と表現された。発電所は、当時流行だったブリック・カテドラル・スタイル（英: The brick cathedral style）で建築された。バタシー発電所は、ウェールズのアスクマウス発電所や同じロンドンのバンクサイド発電所と並び、この様式で建てられた英国の発電所として数少ない現存例である。発電所のデザインはすぐに良い評判を得て、「電力の聖堂」（英: a "temple of power"）と表現されたほか、セント・ポール大聖堂などと並ぶロンドン名所として格付けられた。Architectural Review (en) による1939年の調査では、名士による審査員団が、この建物を2番目に素晴らしい現代建築物と定めている。
A発電所のコントロール・ルームには、ハリデイの手によってアール・デコ様式の調度品がいくつも加えられた。イタリア製の大理石がタービン・ホールに使われたほか、磨き上げられた寄せ木細工の床や錬鉄製の階段が長年にわたって利用された。第二次世界大戦に続いた資金難から、B発電所の内装には同様の調度は加えられず、代わりにステンレスで作られた内装品が導入された。
繋がった構造の発電所2棟はそれぞれ、煙突が両端に付いた長いボイラー棟と、それに隣接したタービン・ホール (Turbine hall) から成っている。発電所はヨーロッパ最大のレンガ建築物である。建物の総面積は160メートル (520 ft)×170メートル (560 ft)で、ボイラー棟の屋根までは50メートル (160 ft)以上もある。4本の煙突はそれぞれコンクリート製で、高さは103メートル (338 ft)あり、その直径は底部で28フィート (8.5 m)、頂上で22フィート (6.7 m)である。発電所には他にも、石炭を荷下ろしするための突堤や、選別して貯蔵する施設、制御室、管理区域などがある。
A発電所は3台のタービン発電機を使って発電していた。2つは出力69メガワットのメトロポリタン＝ヴィッカース・ブリティッシュ・トムソン＝ヒューストン製のもの、1つは出力105メガワットのメトロポリタン＝ヴィッカース製のもので、総出力は243メガワットだった。発注当時、出力105メガワットのタービン発電機はヨーロッパ最大のものだった。B発電所にも同様に3台のタービン発電機が導入されたが、全てメトロポリタン＝ヴィッカース製に統一された。2台のユニットでは、16メガワットの高圧タービンに出力78メガワットの低圧タービンを組み合わせ、これに6メガワットの所内用発電機が連結していて、合計100メガワットを出力できた。3台目は66メガワットの機械に6メガワットの所内用発電機が付属し、合計で72メガワットを出力した。B発電所の建設は、発電所全体の総出力400 MWを目標として行われたが、1953年の完成時には総出力509MWを達成した。発電所のボイラーは全てバブコック・アンド・ウィルコックス製で、同じくバブコック・アンド・ウィルコックス製の粉砕器 (Pulverizer) で砕かれた石炭を燃やす方式だった。A発電所には9台、B発電所には6台のボイラーが備えられた。B発電所のボイラーは、当時の英国で史上最大のものだった。B発電所は、操業開始から12年間、国内で最も熱効率の良い発電所でもあった。

## 操業運転

### 石炭輸送

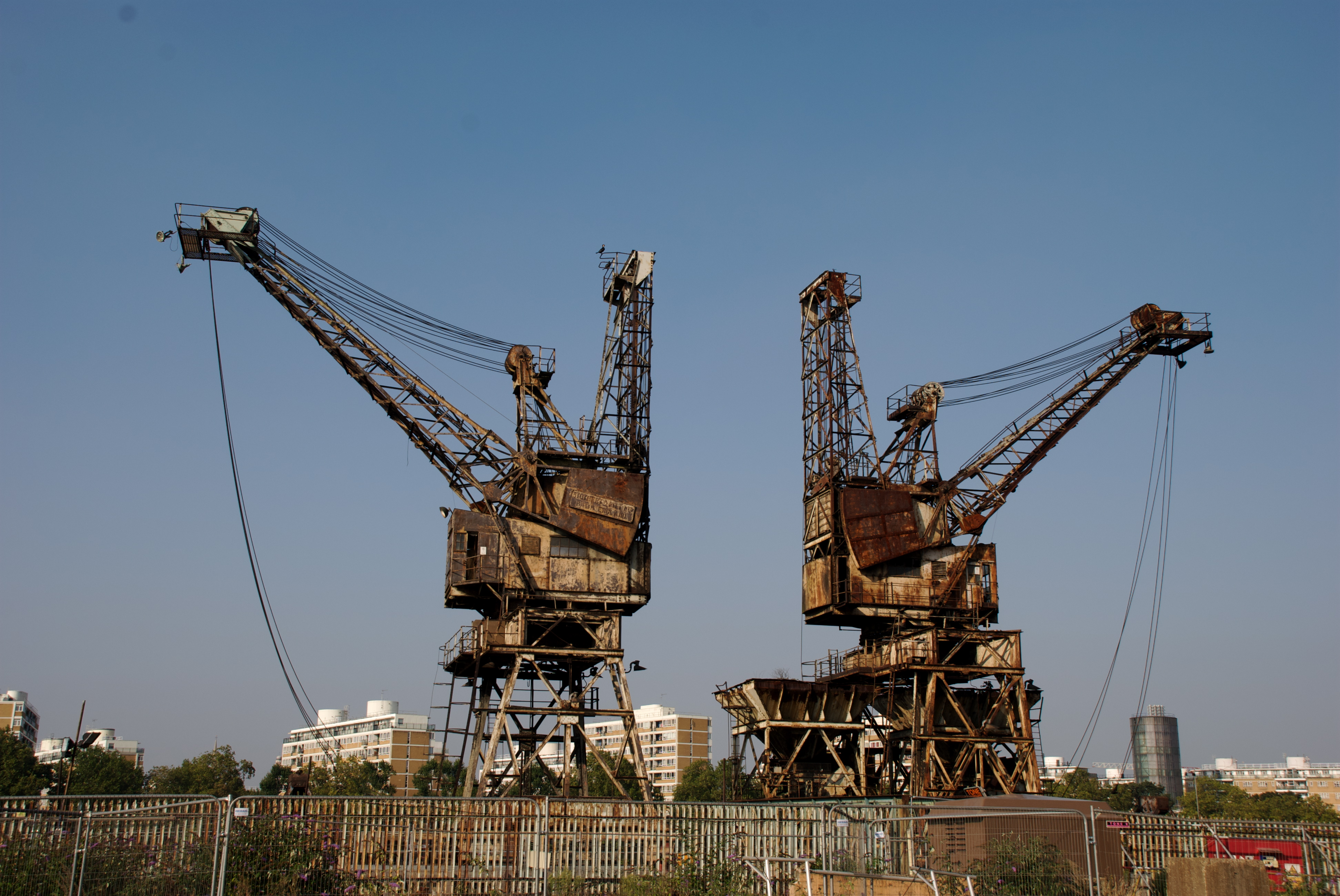
石炭は石炭船で発電所に運ばれることが多く、クレーンで荷下ろしされた。このクレーンは今でも川岸に残っている

発電所は毎年100万トンもの石炭を消費していた。これらの多くは南ウェールズやノース・イースト・イングランドの港から、沿岸貿易用石炭船で発電所へ運び込まれた。船は上部構造の背が低い「フラット・アイアン」（英: "flat-iron"）と呼ばれるもので、煙突やマストは、プール・オブ・ロンドンのテムズ川にかかる橋に合わせて折りたたむことができた。ロンドン・パワー・カンパニー (LPC) と国有化後の所有者は、事業のため自前でフラット・アイアンを所有し運行していた。
突堤には石炭を荷下ろしするためのクレーンが2台設置されており、1度に2隻の船から荷下ろしして、1時間当たり480トンを輸送できた。石炭は近くを通る鉄道、ブライトン本線でも発電所の東側に輸送されてきた。石炭は、鉄道で運ばれるよりも、ほとんどが突堤を通じて川から運び込まれていた。ベルトコンベアも稼働しており、石炭の貯蓄エリアもしくは、発電所のボイラー室に直接石炭を運び込んでいた。ベルトコンベアシステムは、複数の塔に連結した一連の橋で成り立っていた。石炭の貯蓄エリアは巨大なコンクリート製の箱型構造で、75,000トンの石炭を貯蔵できた。石炭を運搬するベルトコンベアシステムに連結した、ベルトコンベア付き頭上式ガントリーもあり、貯蓄エリアからボイラー室へ石炭を運ぶのに使われた。

### 水循環システム
水は、蒸気タービンからの蒸気をボイラーに返す前に凝結させるのに使う汽力発電所には欠かせないものである。発電所内で蒸気を凝結させるために使う復水器に用いられていた水は、すぐそばのテムズ川から取水されていた。発電所は川から、1日平均で1,500,000立方メートル (340,000,000英ガロン)取水していた。発電所の復水器で使われた水は、冷却された後再び川に戻されていた。
第二次世界大戦終結後、LPCは、余剰熱をピムリコ地区の地域熱供給 (Pimlico District Heating Undertaking) に活用する機会を得て、1950年からこの供給がスタートした。

### 気体浄化装置
硫黄排出の削減は、発電所が設計段階だった頃からの大きな課題だったが、これは発電所建築に反対する人々が抱いた主な心配の1つでもあった。LPCは1925年に、排ガスを浄化する実験的手法を開発した。これは、煙道内に設置した鋼鉄・木材製の気体浄化装置で、水と塩基とを煙道内の排ガスにスプレーして浄化する仕組みだった。ガスの浄化は連続的に行われ、触媒である酸化鉄によって（燃焼で生じた）二酸化硫黄ガスを硫酸へと変える。バタシー発電所は、この技術を導入した世界初の営利用施設だった。1960年代にはB発電所でこの浄化方法が停止されたが、これは浄化システムの反応生成物をテムズ川に流す方が、ガスをそのまま空気中に排出するよりも有害だと分かったためである。

## 操業停止

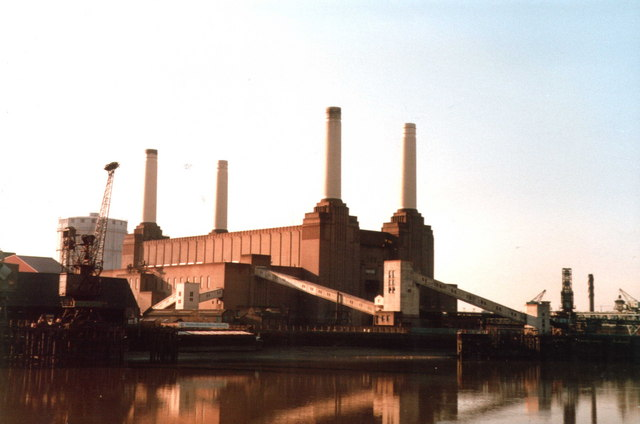
1986年11月の発電所。発電停止から3年後に当たる

発電量が減少し続けているという事実は、排気ガスの浄化などかさみ続ける操業コストと相まって、バタシーの閉鎖を決定づけた。1975年3月17日、40年の操業を終え、バタシーA発電所は閉鎖された。閉鎖までにA発電所の発電方法は石炭と石油混合燃焼 (Cofiring) に切り換えられており、発電量は228メガワットに低下していた。
A発電所の閉鎖から3年後、B発電所も引き続いて閉鎖されるとの噂が駆け巡った。また建物をイギリス指定建造物として保存しようというキャンペーンも展開された。結果として、1980年に発電所はイギリス指定建造物に登録され、当時の環境大臣だったマイケル・ヘーゼルタインが、グレードIIの指定文化財 (Listed building) となったことを発表した。また2007年には、1つ上のグレードII* へ指定が引き上げられている。30年近く操業したB発電所は、1983年10月31日に発電を停止した。B発電所の閉鎖時、その発電量は146メガワットに低下していた。2つの発電所の閉鎖には、発電機械の老朽化が主な原因として挙げられ、他にも発電用燃料の主流が、バタシーで使われていた石炭から、石油や天然ガス、原子力発電に切り替わっていたことも挙げられている。そしてこの発電停止以来、幾度となく跡地の再開発が試みられたが、2012年に現在の再開発計画が決定するまで、全て失敗に終わっている。

## 再開発計画

### テーマ・パークの建設提案

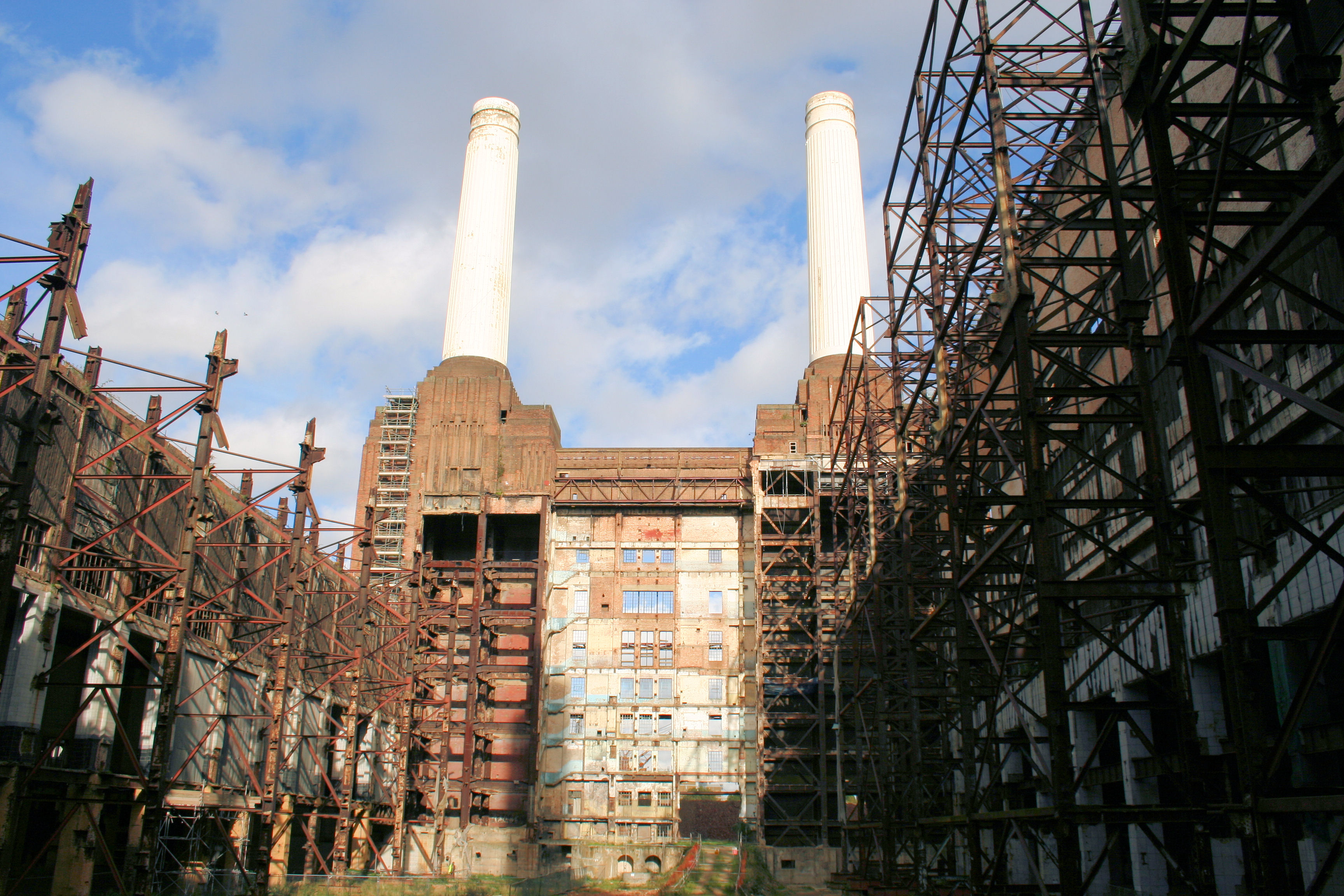
発電所の屋根は1980年代遅くに取り払われた。この頃建物をテーマ・パークに作り替える計画が持ち上がっている

発電所閉鎖に引き続き、中央発電局は発電所を取り壊して住宅地として売却する計画を立てた。しかし建物がグレードIIの指定文化財になっていたことが足かせとなり、発電局は建物の保全に高いコストを支払わねばならなかった。1983年、中央発電局は発電所跡地の再開発計画を募るコンペティションを行った。優勝したのはオルトン・タワーズを含む合弁企業の案で、英国の工業史に焦点を当てた室内テーマパークを作るというものだった。必要な資金は3,500万ポンドと見積もられ、収益を出すのに毎年200万人の来場者が必要というリスキーな計画だった。この計画へは1986年5月に承認が下り、翌1987年にジョン・ブルーム（英: John Broome）が土地を1,500万ポンドで取得した。再開発の工事は同年に開始された。
1989年1月、再開発のコストは当初の3,500万ポンドから2億3,000万ポンドへ膨れあがり、計画は同年3月に資金不足から停止へ追い込まれた。テーマパーク建設のため、建物の屋根は大部分で取り払われており、内部の機械に損害が及ぶおそれもあった。建物の鉄製骨格は屋根無しのまま放置され、土台部分からは水漏れも起きがちであった。
1990年3月、提案はオフィス・商店・ホテルの混合施設建設へ切り換えられた。この計画には同年8月に認可が与えられたが、イングリッシュ・ヘリテッジをはじめとした14独立法人からの反対は無視された。承認が下りた後も、1990年から1993年にわたって、発電所跡地では何の工事も行われなかった。

### パークビューの提案
1993年、発電所跡地と7,000万ポンドにも上る負債は、香港に拠点を置く開発会社、パークビュー・インターナショナル (Parkview International) によって、バンク・オブ・アメリカから1,000万ポンドで買い上げられた。購入者の要求を解決するため、1996年5月に土地の自由保有権が取得された。同年11月には新たな土地再開発計画が提出され、大枠での承認が翌1997年5月に下りた。より詳細な条件については、その多くが2000年8月に承認され、残りも2001年5月に承認を受けた。会社は2003年に発電所の土地全体を取得した。土地購入代の支払いが完了したところでパークビューは、建物を修復し、発電所の土地を小売店・住宅・レジャー施設に転換する、110億ポンドにも上る計画を始動させた。
パークビューのプロジェクト計画は、単純に「発電所」（英: "The Power Station"）と呼ばれ、その舵取りは建築家のニコラス・グリムショウが行った。ショッピング・モール建設が検討されたが、それは40〜50のレストラン・カフェ・バー、180の店舗、ナイトクラブ、コメディ劇場や映画館が入る巨大な複合施設だった。A発電所のタービン室には国際的なブランド、B発電所のタービン室には有名レーベルを持つ店舗が入店する計画で、ボイラー室にガラス窓をはめ込んで、インスタレーションや展示会に使えるパブリック・スペースとする案も出された。ヴォクソールからバタシー・パークまで走る、川沿いの散歩道も整備される予定だった。
パークビューは建設中に3,000人分、完成時には9,000人分の雇用が生まれるとし、地元住民の雇用を行うと強調した。バタシー発電所コミュニティ・グループ（英: The Battersea Power Station Community Group）はパークビューの計画に反対する運動を行い、コミュニティに根ざした代替案が提案されるべきだと主張した。この計画を「38-エーカー (150,000 m2)もの土地のどこにも住宅を作る余裕など存在しない、全く魅力の感じられない計画で、地元住民の雇用などろくに行われず、信用できる公共交通戦略も無い」とけなした住民もいた。グループはこの立地に計画がふさわしいか批評を行い、別の大きな建物の建設を提案した。グループのひとり、キース・ガーナー（英: Keith Garner）は、「適応性という面で大きな問題があると感じている。全く異なる種類の計画が必要なんであって、空港のラウンジみたいなこの方法が必要なわけじゃない。今自分たちが見ているのは、川からぼんやりと現れた巨大な建物だ。周りを15階建てのビルで囲ってしまったら、それはもうランドマークなんてものじゃない」と述べた。
2005年、パークビューとイングリッシュ・ヘリテッジ、ワンズワース区は、煙突内部の補修が傷み、修復不能に陥っていると発表した。ワンズワース・カウンシルは、煙突の取り壊しと再建設に許可を出した。しかし、Twentieth Century Society (en) とワールド・モニュメント財団、バタシー・パワー・ステーション・カンパニーは別の技術者に依頼し、現存する煙突は修復可能だとの報告書を受け取った。これに対しパークビューは、イングリッシュ・ヘリテッジとワンズワース区の要求通り、煙突を「あるべき姿に」（英: "like for like"）交換すると確約するため、カウンシルに対して法的拘束力のある保証契約を行っていると主張した。

### REOの提案

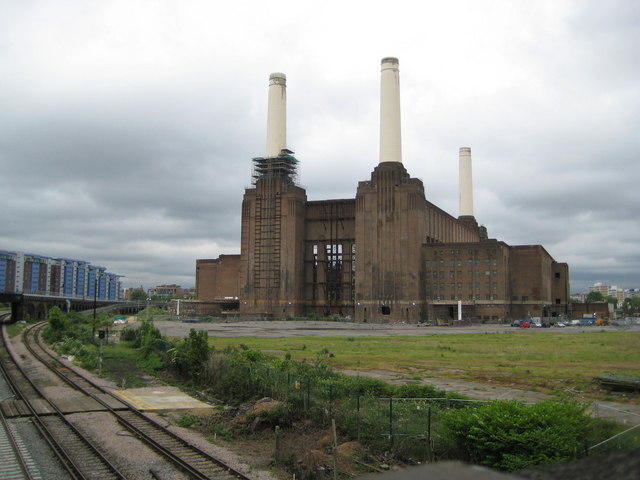
リアル・エステート・オポーチュニティーズ (REO) は、2010年11月に発電所再開発の許可を得た

2006年11月30日、リアル・エステート・オポーチュニティーズ（英: Real Estate Opportunities; REO）が、バタシー発電所とその周囲の土地を5億9,500万ユーロ（4億ポンド）で購入したと伝えられた。REOは、トレジャリー・ホールディングス (Treasury Holdings) を経営するアイルランドの実業家リチャード・バレット（英: Richard Barrett）とジョニー・ロナン (Johnny Ronan) が率いる会社である。その後REOは、パークビューの示した以前の案は頓挫し、代わりにニューヨーク在住でウルグアイ出身の建築家、ラファエル・ヴィニオリが計画の舵取りを行うと発表した。エンジニア・チームのロジャー・プレストン＆パートナーズ（英: Roger Preston & Partners）とBuroHappold Engineering (en) は、そのままデザイン・チームに残った。REOは40億ポンドを計上した計画を2008年に発表した（後に改訂も行われた）。ジャージーの法律事務所、Ogier, Carey Olsen and Mourant Oxannes が、REOの発電所再開発に必要となるファンドの立ち上げを支援した。

#### ロンドン地下鉄の延伸
再開発計画には、ロンドン地下鉄をこの地区まで延伸するとの計画が含まれていた。発電所のあるエリアは、バタシー・パーク駅やクイーンズタウン・ロード駅に程近いが、これらの駅からロンドンのハブ駅であるヴィクトリア駅やウォータールー駅に向かう路線は、混雑が酷く満員に近いと考えられた。そこで、ノーザン線をケニントン駅から延伸し、2マイル (3.2 km)のトンネルを掘って西へ走らせてナイン・エルムズ、そしてバタシーへと至る計画が立てられた。インフレーションや楽観バイアス前の2008年段階の試算で、この延伸には少なくとも5億ポンドが必要とされ、その資金はREOや、ナイン・エルムズ地区の主要な地権者から出資されると考えられた。発電所の土地利用に関する2010年の計画合意では、およそ2億ポンドがかけられる地下鉄延伸計画も含まれており、これは後に、再開発の上で経済的ハードルのひとつとなった。

#### REOの計画概要
発電所の建物の一部は、バイオマスやごみ燃焼を使った発電所として再利用される計画だった。残っていた発電所の煙突は蒸気の通気孔として利用されるはずだった。以前のタービン室はショッピング施設、屋根の取り払われたボイラー室は公園として活用され、旧発電所の建物内にはエネルギー博物館も開設される予定だった。発電所の修繕に必要な金額は1億5,000万ポンドと見積もられた。
発電所東側には、プラスチック製の「エコ・ドーム」が建築されることになっていた。これは元々300メートル (980 ft)の巨大煙突を設置するデザインで検討されていたが、より小さな塔を林立させる案が採択されて廃案となった。エコ・ドームの中にはオフィスが作られ、塔を用いて建物内に冷気を引き込むことで、従来のオフィスビルの67%にまでエネルギー消費を抑える、との計画だった。また3,200軒の新規住宅が建てられ、7,000人が入居するとされていた。

#### 協議段階から計画の承認へ
2008年6月、協議会が開始され、一般人66%がこの計画を支持していることが分かった。2009年3月23日に発電所で行われたイベントで、REOが再開発計画をまとめた申請書をワンズワース・カウンシル (en) へ提出したことが発表された。
カウンシルは、2010年11月11日に計画を承認した。REOは2011年に工事を始めたいとしていたが、2012年に開始がずれ込んでいる。発電所の構造そのものは、2016年までに修復され安全になるとされており、全ての計画は2020年に完了する予定だった。この計画では、3,400部屋の住宅と3,500,000-平方フート (330,000 m2)のオフィス空間が設置されることになっていた。完成時には、この住宅地兼オフィス街に、およそ28,000人の住人と、およそ25,000人の労働者が入る予定だった。

#### 債権の回収延期と疑念
2011年9月1日、ロイター通信は、事業の新たな出資者を探すため、債権者が回収延期に同意すると報じた。シニアレンダーのロイズ銀行や、アイルランドの国家資産管理会社（英: National Asset Management Agency; NAMA）が、2006年にREOと契約した4億ポンドにも上る債権の返済期日延長に同意したと伝えられた。しかし、同年11月にロイズ銀行とNAMAはこの債権を回収し、これによりREOの計画は頓挫して、土地は行政管理下に置かれた。 そして土地の新しい所有者・開発者が再度探されることになった。
またこれと同時期の2011年9月19日、アイリッシュ・インデペンデント紙が、あるデベロッパーから、英国の保守党が、23,000ユーロの疑わしい寄付金を受け取った懸念があると報じた。

### ファレル・アンド・パートナーズ・アーバン・パークの提案

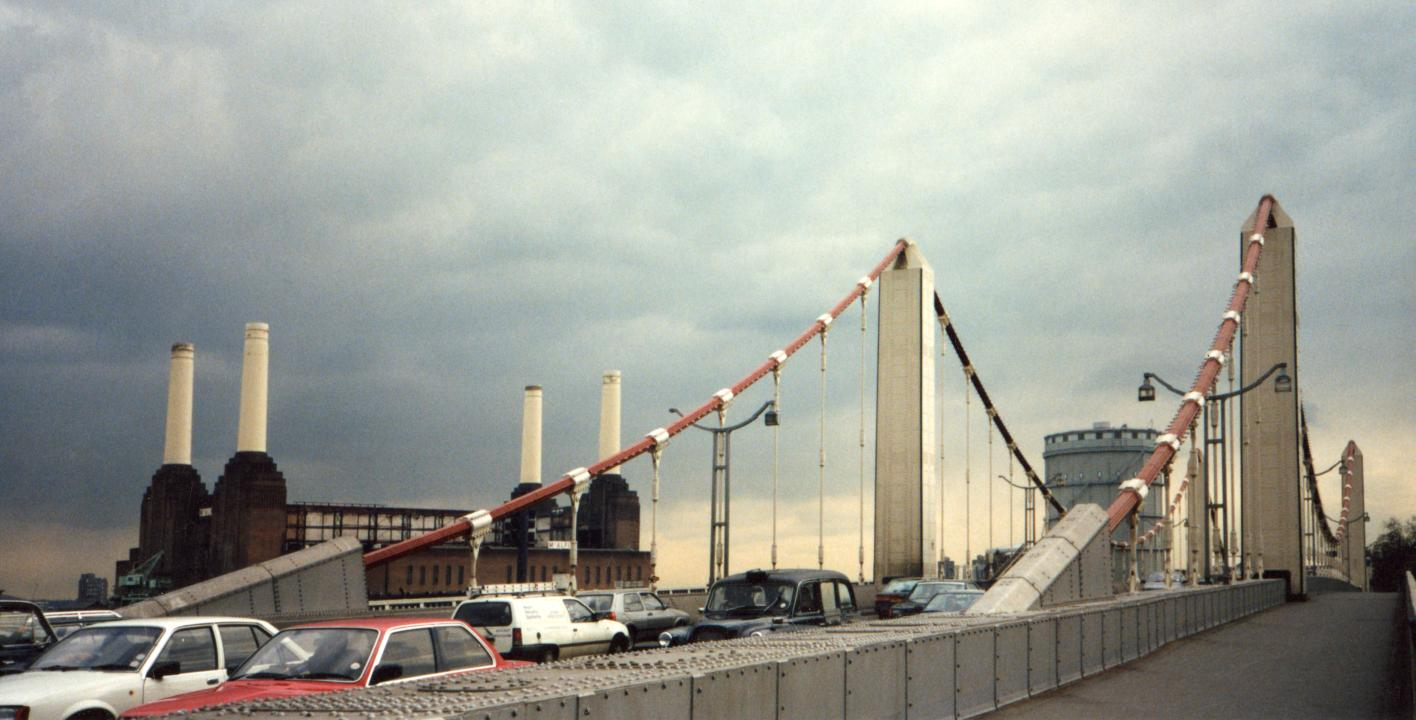
チェルシー橋から望むバタシー発電所

2012年2月、MI5のデザインなどで知られる建築家・テリー・ファレルの建築会社が、発電所を、後々住宅地も建設できる「アーバン・パーク」（英: "urban park"）として再開発する計画を打ち出した。この計画でファレルは、中央ボイラー室と煙突を除いて全てを取り壊し、'pods'（意味：さや）の中に、コントロール・ルームから持ち出したスイッチ機械を展示すると提案した。しかしこのプランは、建物がイギリス指定建造物2*級であることから、そもそも実現の見込みが無いものだった。

### チェルシーFCの意欲
2008年11月9日、チェルシーFCが、発電所の土地に新しいスタジアムを建設して本拠地移転することを検討していると報じられた。計画では、65,000人から75,000人を収容できるスタジアムで、開閉式屋根も付けられるとされた。またウェンブリー・スタジアムを設計したHOKスポーツがデザインすると報じられた。チェルシー側はこの噂を否定したが、その後も発電所跡地へのスタジアム建設が模索されていると報じられている。

### 2012年の再開発計画

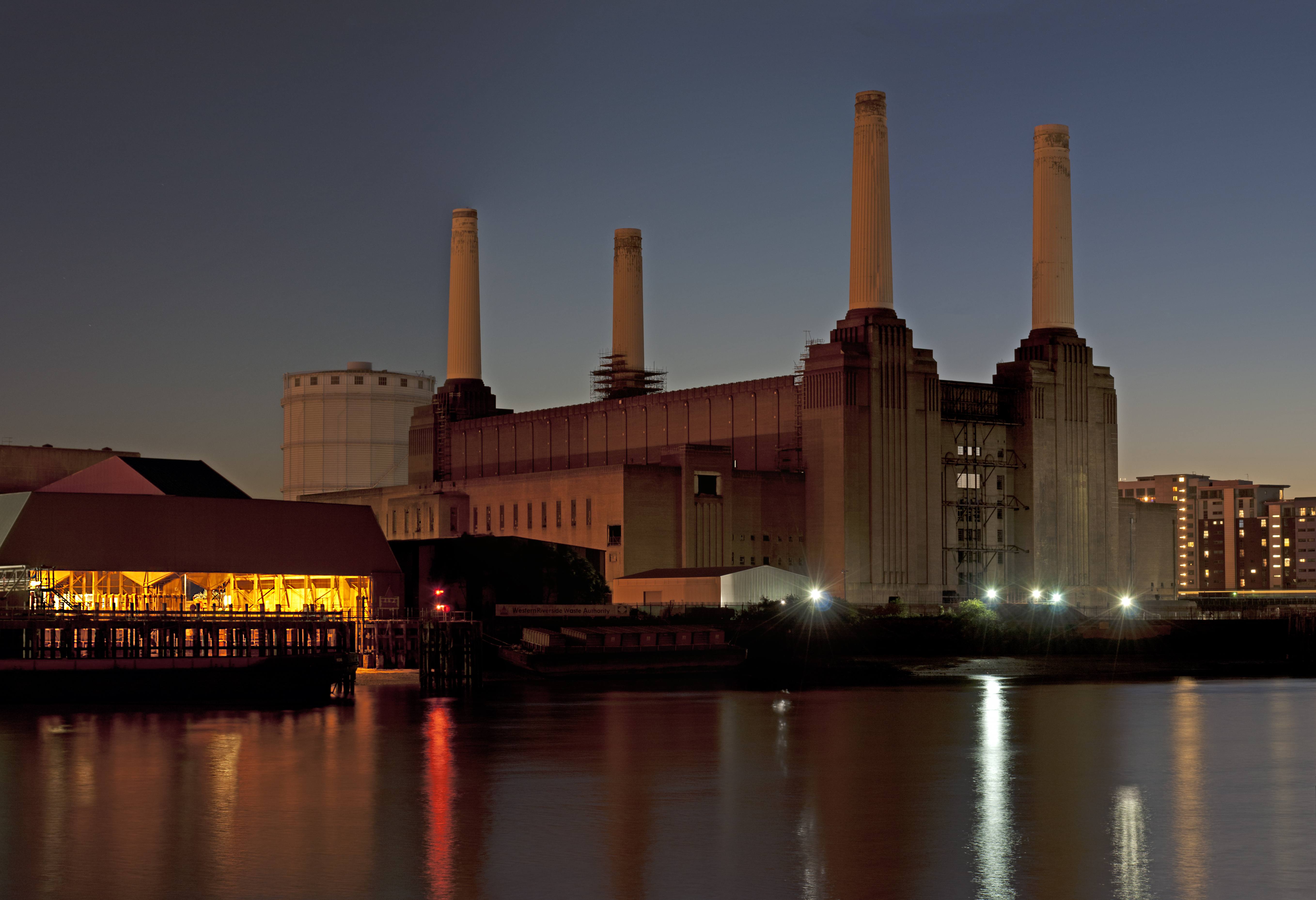
発電所の39 acreにのぼる土地は多数の関心を集めており、2012年の競りにも多くの入札があった

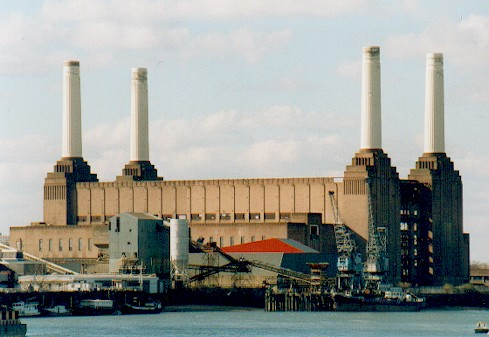
発電所の購入希望者たちには、イギリス指定建造物に指定されている4本のアイコニックな煙突とホワイトウォッシュ塗りの塔を残すことが求められた

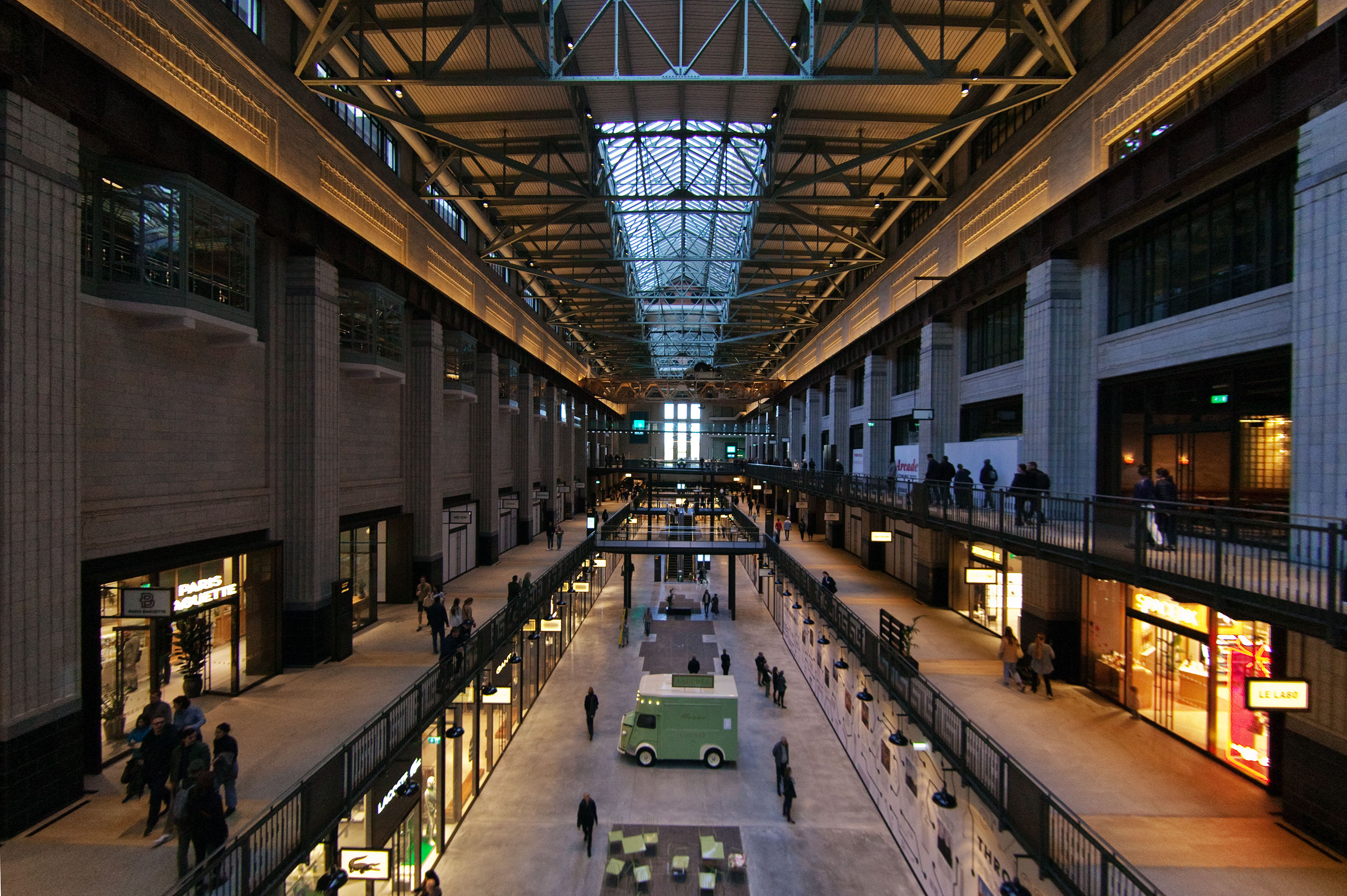
再開発後の複合商業施設の内部

REOの再開発計画が頓挫した後の2012年2月、バタシー発電所はその歴史で初めて公開市場へ売りに出されることが決まった。土地の債権者の代理として、総合不動産コンサルティング会社のナイト・フランクが競りを管理した。REOの債権がNAMAやロイズ銀行によって回収された後の2012年5月、発電所の土地に対して複数の入札が行われた。スタジアム建設が報じられていたチェルシーFCのほか、マレーシア企業のSPセティア、ロンドンに拠点を置くリヴィングストン兄弟による会社・ロンドン&リージョナル・プロパティーズ、住宅建設会社バークリー・グループ・ホールディングスなどが入札を行った。売買が成立した場合、新しいオーナーは5億ポンドを発電所に支払う必要があったが、これにはNAMAやロイズ銀行への債務3億2,500万ポンドと、ノーザン線延伸に掛かる1億ポンドも含まれていた。また売買が不成立の場合には、代理人が指定文化財の条件に沿った維持・保全義務を負うことになっていた。
2012年6月7日、ナイト・フランクは、管理者のアーンスト・アンド・ヤングがマレーシアの企業、SPセティア・サイム・ダービーと完全合意したと発表した。2社には、義務事項を精査し取引の最終合意を締結するまで28日の猶予が与えられた。マレーシアの合弁企業との最終売約は、2012年9月に行われた。この再開発計画では、REOの元ヴィニオリが指揮した計画が利用され、発電所を再開発地区の中心に据え、商店・カフェ・レストランや、美術・レジャー施設、オフィス街、住宅地などが作られることになった。また歴史的なバタシー発電所の修復も計画に含まれ、発電所の北側に新しい河岸公園が作られることや、将来のバタシー発電所駅（ロンドン地下鉄）に接続する大通りの新設が決定した。再開発では、現存する川辺の散歩道を拡張し、バタシー・パークやチェルシー橋から発電所へのアクセスを向上させることも望まれた。
イギリス指定建造物の指定を受けている発電所の修復は、再開発計画の優先事項でもあった。作業は2013年に開始されたが、その作業には、アール・デコ様式の構造を内外面から修復すること、煙突の再建設、歴史的なクレーン・突堤を新しい河川タクシー乗り場に作り替えることなどが含まれていた。大小様々な800軒以上の住宅が建てられる予定で、再開発計画フェーズ1に当たる住居用貸室販売は2013年1月に開始され、タウンハウスや貸室は、75%程度が売り出しから4日で販売された。「サーカス・ウェスト」（英: Circus West）と呼ばれたフェーズ1の建築作業はカリリオンが担当し、2013年の発電所修復作業と同時平行で開始された。再開発計画は全部で7つのメイン・フェーズに分けられており、一部は同時並行で進められる計画である。フェーズ1は2016年から2017年に完了する予定で、ノーザン線の延伸とバタシー発電所駅の開業は2020年に予定されている。
2013年10月、建築家のフランク・ゲーリーがフォスター・アンド・パートナーズと協力し、再開発計画のフェーズ3（ハイ・ストリート・フェーズ）を設計すると報じられた。ゲーリーの設計は「再開発全体とノーザン線の延伸への入り口」と評された。
また、2016年9月には、Appleの英国本部がバタシー発電所へ移転することが発表された。2023年6月に、販売店であるApple Storeを併設した施設がオープンされた。
2022年10月14日、複合商業施設としてグランドオープンを迎えた。

## バタシー発電所が登場する作品

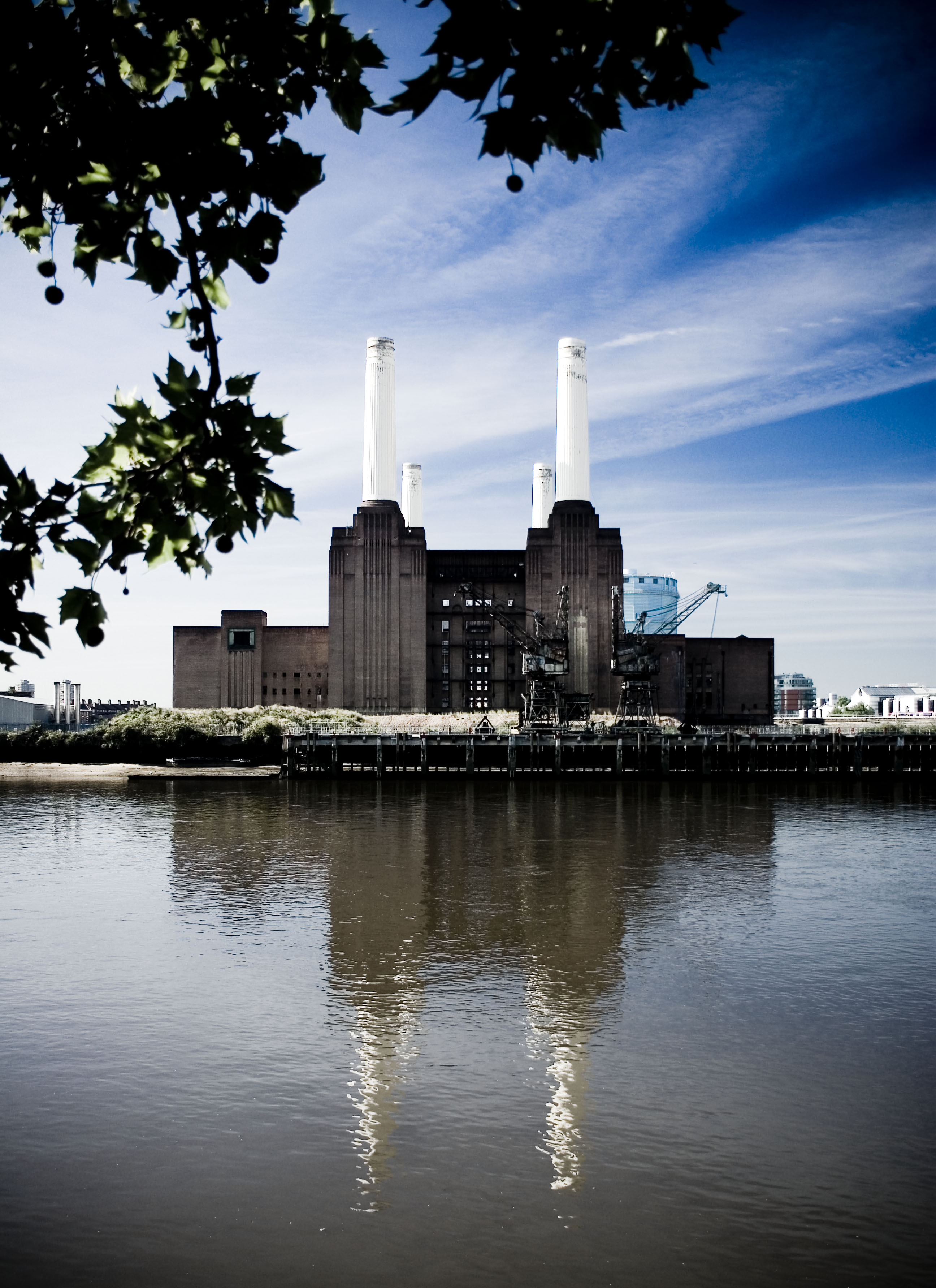
70年以上にわたって、この象徴的な発電所は幾度となくポップカルチャーの舞台となった

バタシー発電所はテムズ川沿いのランドマークとして、映画やテレビ番組、ミュージック・ビデオ、テレビゲームの撮影地として幾度も利用されてきた。発電所が映画に登場した最初期の例としては、アルフレッド・ヒッチコック監督の映画『サボタージュ』（1936年）が挙げられ、まだB発電所が建設される前だった。A発電所のコントロール・ルームは、モンティ・パイソンの映画第4作『人生狂騒曲』（1983年）中のシークエンス「サカナを探せ」や、映画『英国王のスピーチ』で使用されている。
1969年の映画『空軍大戦略』では、ドイツ空軍によって初めての昼間に行われたロンドン大空襲のシーンで発電所が登場する。2007年10月には、バットマンシリーズの映画『ダークナイト』の撮影が行われた。発電所の空になった内装は、燃え尽きた倉庫のセットとして利用された。発電所は、マイケル・ラドフォードによる1984年の映画『1984』で、外装部分がロンドン地下鉄駅の代用として用いられた。映画『トゥモロー・ワールド』にも芸術省（英: The Ministry of Arts）として発電所が登場するが、その中で空に浮かぶブタが登場するシーンは、後述するピンク・フロイドのアルバムへのオマージュとされている。
世界最長のテレビドラマとして知られる、英国のSFドラマ『ドクター・フー』にも、バタシー発電所は幾度となく登場する。1964年制作のエピソード "The Dalek Invasion of Earth" (en) には、22世紀になって2本の煙突が破壊され、近くに原子炉が作られたバタシー発電所が登場する。2006年のエピソード『サイバーマン襲来』 ("Rise of the Cybermen") ・『鋼鉄の時代』 ("The Age of Steel") にも発電所が登場し、ロンドンっ子を引き寄せてサイバーマンに変えてしまうアジトとして使われた。
バタシー発電所地域文化協会（英: The Battersea Power Station Community Group）によると、発電所が世界的に有名になった主な理由に、ピンク・フロイドが1977年に発表したアルバム『アニマルズ』のジャケット写真を挙げている。このジャケット写真撮影のため、グループはブタを象ったゴム製の風船 (Pink Floyd pigs) を膨らませ、発電所の真上に飛ばした。写真は1976年12月に撮影され、使用されたブタの風船はドイツの会社・バローン・ファブリーク（独: Ballon Fabrik）と、オーストラリアの芸術家ジェフリー・ショウが制作した。ブタの風船は、発電所南側の煙突の1本に括り付けられたが、緩んで風に飛ばされてしまい、ヒースロー空港の飛行経路へ迷い込んで、着陸準備中だったパイロットたちを慌てさせた。風船が漂流したと思われる経路を警察のヘリコプターで辿ったところ、風船はケント州に着地しているのが発見された。ビデオ撮影された一場面は、楽曲『翼を持った豚』のプロモーション・ビデオで使われている。アルバムは、発電所で1977年1月に行われたイベントで、正式に売り出された。
近年、バタシー発電所はスポーツ・文化・政治など、ジャンルを問わず様々なイベントで利用されている。2009年8月22日以来、発電所はRed Bull X-Fightersの会場として使われている。2010年4月13日には、2010年イギリス総選挙に向けた保守党のマニフェスト発表会場に用いられた。2010年5月6日・7日には、Sky Newsの選挙報道会場として発電所が用いられた。